# كايبورا

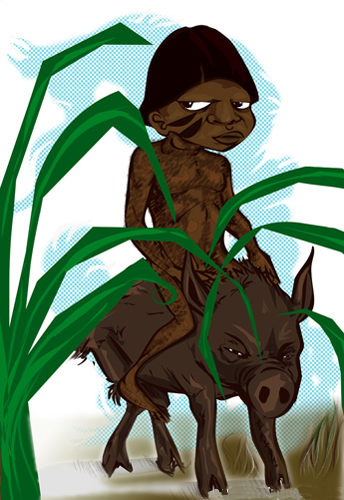
كايبورا

كايبورا (تلفظ برتغالي: ‎/kajˈpɔɾɐ/‏) هو أسطورة من الأساطير المنتشرة في البرازيل، حيث أن كلمة «كايبورا» تأتي من توبي التي تعني في الإسبانية «سكان الغابات».
الكايبورا يُمثل ذوي البشرة الداكنة، فهو يمتاز بجسد قوي نوعا ما وغالبا ما يكون عاريا، وهو أسود وطويل كما أنه عادة ما يُدخن سيجار وهو مؤذ جدا حسب الأسطورة. في بعض الأحيان يكون الكايبورا على شكل فتاة إلا أن الشكل الأصلي له حسب ما جاء في الأسطورة أنه صبي. هذا وتجدر الإشارة إلى أن شكل المخلوق وقدراته تختلف بين مناطق من البرازيل، مما يُؤدي أحيانا إلى الخلط مع الكوربيرا الذي هو آخر المخلوقات الأسطورية الذي يحمي الغابات، فالكوربيرا عادة ما يكون صبي مع امتيازه بشعر أحمر، وقد فقد قدميه لسبب من الأسباب.
في بعض مناطق القبائل الأصلية، يُعتقد أن الكايبورا كان يخاف من الضوء، ولهذا السبب فإنه يتجول في الغابات قصد حماية نفسه لكنه في المقابل يستخدم النار. كما يقول البعض أنه يحمل معه أحيانا بيكارية أو عصا، وفي بعض المناطق الأخرى من البرازيل، يُعتبر الكايبورا من أكلة لحوم البشر كما أنه يقوم بأكل أي شيء حتى أصغر الحشرات.
يقضي الكايبورا معظم وقته في الغابة، فهو ملك الحيوانات إلى حد ما، أما هدفه الرئيسي فهو الانتقام من الصيادين الذين لا يحترمون قواعد «اللعب النظيف» عند الصيد. وقد قيل أن يخفي الفريسة كما يُخفي الحيوان أو المسارات التي من شأنها التوضيح للصيادين حتى يفقدون طريقهم في الغابة، كما أنه يقوم بخداع الصيادين من خلال محاكاة أصوات الحيوانات وترك مسارات وهمية لهم.
ووفقا للاعتقاد الشائع، فإن الكايبورا يُكثف نشاطه في تلك الأيام التي يكثر فيها الصيد، خاصة يوم الجمعة، الأحد والأيام الدينية الأخرى. كما أن هناك معتقدات دينية بخصوص الكايبورا، ولكن هناك مزاعم حول طرق لخداع حامي الغابة.